# Лансере, Алексей Николаевич
Алексей Николаевич Лансере (10 [23] июня 1916, Петроград — 7 февраля 2004, Санкт-Петербург) — советский архитектор.

## Биография
Родился в семье архитектора Николая Лансере. Продолжил художественно-архитектурную династию, окончив архитектурный факультет Академии художеств (1941) по специальности «архитектор-художник».
Работал архитектором в институтах «Ленпроект», «Гидропроект». В годы войны занимался строительством аэродромов в Ленинградской области, рабочего посёлка в Гурьеве. После войны работал в мастерской Александра Никольского. С 1948 по 1980 год — главный архитектор проектов в институте «Ленгидропроект», где под его руководством сооружено 15 ГЭС и поселков при них (в Карелии, Нарвская, Саянская и др.). 
Из построек в Ленинграде — здание управления завода «Гидромонтаж» на Охте, реконструкция высоковольтной лаборатории и ее макет для музея (Электротехнический институт на ул. Профессора Попова, 5). 
Отец архитекторов Николая Лансере (род. 26 августа 1958) и Алексея Лансере (род. 1964).

## Награды и звания
- Член Союза архитекторов России.
- Член совета музея семьи Бенуа.
- Почётный знак «Житель блокадного Ленинграда»
- Почётный знак «За заботу о красоте города»
- Медали